# Joseph Paxson Iddings
Joseph Paxson Iddings, född 21 januari 1857 i Baltimore, död 8 september 1920 i Brinklow, Montgomery County, Maryland, var en amerikansk geolog.
Iddings var 1880–95 anställd vid US Geological Survey i dess västra avdelning. Han arbetade där väsentligen med allmän geologi, särskilt med eruptiva bergarter, och hade till arbetsfält Yellowstone National Park, över vilken han 1899 utgav en monografi.
Åren 1895–1908 var Iddings professor i geologi vid University of Chicago och fortsatte därefter som privatperson sin forskning. Det rörde sig övervägande om de vulkaniska och plutoniska bergarterna och deras systematik och bildning. Han författade även framstående läro- och handböcker över såväl de eruptiva bergarterna (Igneous Rocks, 1909–13) som de mineral, som de är sammansatta av (Rock Minerals, 1906). År 1914 höll han Sillimanföreläsningarna vid Yale University i New Haven, Connecticut, om huvudfrågor inom vulkanismen (Problems of Volcanism, 1914).